# Roman Gergel
Roman Gergel (Bánovce nad Bebravou, 22 febbraio 1988) è un calciatore slovacco, centrocampista o attaccante del Trenčianske Stankovce.

## Caratteristiche tecniche
Esterno destro, può giocare anche come interno di centrocampo oppure da centravanti.

## Carriera

### Club
Il primo dicembre segna quattro reti (una su rigore e le reti del 3-2 e 4-2 parziale realizzate entrambe al 62') nella sfida vinta per 5-2 contro il Piast Gliwice.

### Nazionale
Ha giocato nella nazionale slovacca Under-21.
L'8 gennaio 2017 esordisce con la Slovacchia in un'amichevole persa 3-1 contro l'Uganda, giocando da titolare e uscendo dal campo al 70' per Tomáš Huk.

## Palmarès

### Individuale
- Capocannoniere del campionato polacco di seconda divisione: 1

2020-2021 (19 reti)